# Faune du Jura
La faune du massif du Jura, région montagneuse s'étendant en Allemagne, en France et en Suisse, est variée du fait de la variété des milieux présents (montagne, plateaux, etc.).
Le lynx boréal est l'un des prédateurs de la région. Initialement réintroduit en Suisse dans les années 1980, il est dorénavant dans l'ensemble du massif. Il y en aurait entre 85 et 100.

## Sources